# Uno Santa
Uno Santa (Kanji: 宇野 赞多, Hiragana: うの さんた, Hán-Việt: Vũ Dã Tán Đa) sinh ngày 11 tháng 3 năm 1998 tại Nagoya, Aichi, là một vũ công, ca sĩ người Nhật Bản, tốt nghiệp khoa Giáo dục thể chất tại trường Đại học Shigakkan, cựu thành viên nhóm nhạc INTO1 Năm 2019, anh ra mắt với tư cách thành viên của nhóm nhạc nam WARPs UP cùng đĩa đơn "Rock Tonight". Năm 2021, SANTA chính thức trở thành thành viên của nhóm nhạc nam dự án INTO1 sau khi giành hạng 2 chung cuộc trong chương trình truyền hình thực tế sống còn Sáng tạo doanh 2021 của kênh Tencent Video.

## Tiểu sử
Santa sinh ngày 11 tháng 3 năm 1998 tại thành phố Nagoya, tỉnh Aichi, Nhật Bản. Santa bắt đầu học nhảy khi mới 3 tuổi, và quyết định theo đuổi street dance trong những năm học cấp một, kể từ đó Santa cũng bắt đầu tham gia các cuộc thi nhảy đường phố với các thể loại khác nhau. Không chỉ ở Nhật Bản, Santa còn có rất nhiều kinh nghiệm thi đấu trên khắp thế giới.

## Sự nghiệp

### 2012–2018: Trước khi ra mắt
Năm 2012, Santa lúc 14 tuổi đã giành được chức vô địch trong cuộc thi nhảy DANCE @ KIDS SEASON7 JAPAN FINAL được tổ chức tại Tokyo, Nhật Bản, anh cũng trở thành quán quân nam đầu tiên của cuộc thi này.
Năm 2015, Santa 17 tuổi đã giành chức vô địch thể loại House trong cuộc thi nhảy đường phố thế giời Street Dance KEMP Europe (SDK) tổ chức tại Cộng hòa Séc, phá kỷ lục nhà vô địch trẻ tuổi nhất của cuộc thi. Trước khi trở thành quán quân SDK Europe, anh đã giành quán quân trong cuộc thi Street Dance KEMP Asia - vòng loại châu Á của SDK được tổ chức tại Hồng Kông. Sau đó, anh còn cùng đồng đội của mình ở nhóm nhảy Alaventa đến Hồng Kông để tổ chức các buổi workshop về vũ đạo.
Năm 2016, tại cuộc thi nhảy đường phố Cercle Underground được tổ chức ở Paris, anh cùng đồng đội của mình đã xuất sắc giành được quán quân hạng mục House 3On3. Cùng năm, anh giành giải á quân hạng mục House tại cuộc thi nhảy đường phố Street Dance KEMP Europe, anh cũng đảm nhận vai trò giảng viên khách mời cho các workshop ngoài trời được tổ chức trong khuôn khổ các hoạt động của Street Dance KEMP. Tháng 11, anh đoạt giải quán quân hạng mục freestyle  trong cuộc thi nhảy đường phố The Queens of Disco vol.4 tổ chức tại Trung Quốc. Cùng năm, với tư cách là vũ công khách mời, anh đã tham gia chương trình tạp kỹ của đài truyền hình Nagoya  –  ケ ケ ダ ン ハ ン!  
Năm 2017, anh tham gia Summer Dance Forever (SDF) - một trong những cuộc thi nhảy đường phố lớn và danh giá nhất thế giới được tổ chức tháng 8 hàng năm tại Amsterdam, Hà Lan và lọt vào TOP 6 dancer mạnh nhất thể loại House sau khi đánh bại hai đại thần Candyman và Alesya - quán quân SDF 2015.
2019-2020: Gia nhập Avex Warps và trở thành thành viên của WARPs UP
Năm 2019, anh ký hợp đồng với công ty Avex Warps - một công ty con của Avex và trở thành nghệ sĩ của công ty. Anh cũng cùng 4 thành viên khác của WARPs UP tham gia huấn luyện để chuẩn bị ra mắt nhóm.
Cuối năm 2019, anh ra mắt với tư cách là thành viên của nhóm nhạc WARPs UP cùng 4 thành viên khác.
Năm 2020, anh cùng nhóm cho ra mắt nhiều bài hát và MV.

### 2021: Sáng tạo doanh và INTO1
Tháng 2/2021, với tư cách là thực tập sinh của công ty giải trí Avex Warps, Santa tham gia chương trình truyền hình tuyển chọn nhóm nhạc nam Trung Quốc Sáng tạo doanh 2021 của kênh Tencent Video. Ngay từ vòng đầu tiên, Santa đã là thực tập sinh duy nhất giành được 100% vote hiện trường, anh và đồng đội của mình đã xuất sắc giành được vị trí xếp lớp A.
Ngày 24/4/2021, với kết quả hạng 2 chung cuộc, anh chính thức ra mắt tại Trung Quốc với tư cách là thành viên của nhóm nhạc dự án INTO1.

#### Thứ hạng trongSáng tạo doanh 2021
| Tập | Xếp hạng | Thăng/giảm hạng | Số phiếu         | Xếp lớp     |
| 2   | 4        | —               | Không công bố    | A→C→A→A→A→A |
| 3   | 2        | ▲ 2             | Không công bố    | A→C→A→A→A→A |
| 4   | 2        | ▬               | Không công bố    | A→C→A→A→A→A |
| 5   | 2        | ▬               | 19,576,309 phiếu | A→C→A→A→A→A |
| 6   | 4        | ▼ 2             | Không công bố    | A→C→A→A→A→A |
| 7   | 2        | ▲ 2             | 14,773,950 phiếu | A→C→A→A→A→A |
| 8   | 2        | ▬               | Không công bố    | A→C→A→A→A→A |
| 9   | 2        | ▬               | 7,435,270 phiếu  | A→C→A→A→A→A |
| 10  | 2        | ▬               | 16,611,343 phiếu | A→C→A→A→A→A |

## Danh sách phim

### MV từng xuất hiện
| Năm  | Tên                     | Ca sĩ          |
| 2018 | Moshi Kimiwo Yurusetara | Leo Ieiri      |
| 2019 | Famous                  | Taemin         |
| 2019 | OVERDOSE                | Hiroomi Tosaka |

## Giải thưởng và đề cử

### Giải thưởng vũ đạo
| Năm  | Tên giải thưởng                                                                                | Kết quả     |
| ---- | ---------------------------------------------------------------------------------------------- | ----------- |
| 2012 | Kid Season 7 Japan Final 2012                                                                  | Quán quân   |
| 2012 | World Dance Collusseum 2ON2 tại đại hội Chubu (Trung Bộ)                                       | Quán quân   |
| 2012 | Cuộc thi nhảy thiếu niên PIECE CREW BATTLE                                                     | Quán quân   |
| 2012 | Cuộc thi Hip hop Lion City Throw Down 2012 3V3 tại Singapore                                   | Quán quân   |
| 2013 | Cuộc thi nhảy đường phố toàn quốc All Japan Street Dance Championship Haisai tại khu vực Chubu | Quán quân   |
| 2013 | Chung kết toàn quốc Haisai tại Okinawa                                                         | Á quân      |
| 2013 | World Dance Collosseum 2ON2 ở Đại hội Chubu                                                    | Quán quân   |
| 2013 | Cuộc thi Dynamite 2013 Open Class                                                              | Quán quân   |
| 2014 | World Dance Collosseum 2ON2 Đại hội Tokyo                                                      | Á quân      |
| 2014 | Cuộc thi Dynamite 2014 Open Class                                                              | Quán quân   |
| 2014 | Brush Up                                                                                       | Quán quân   |
| 2014 | Battle Legend N.S.Y                                                                            | Quán quân   |
| 2014 | Rock It                                                                                        | Quán quân   |
| 2014 | Chung kết toàn quốc tại Okinawa Dance Max Japan                                                | Á quân      |
| 2014 | Dance Max Japan 2014 thể loại Freestyle khu vực Chubu                                          | Quán quân   |
| 2015 | Street Dance Kemp Europe 2015 tại Cộng hòa Séc                                                 | Quán quân   |
| 2015 | Street Dance Kemp Asia 2015 tại Hong Kong                                                      | Quán quân   |
| 2015 | Cuộc thi nhảy giới trẻ Piece Crew Battle                                                       | Quán quân   |
| 2015 | The Central Emblem Special U-22                                                                | Quán quân   |
| 2015 | The Central Emblem Special Open                                                                | Á quân      |
| 2015 | Pop Lock Box đại diện House Side                                                               | Á quân      |
| 2016 | Cercle Underground 2016 House 3ON3 tại Paris                                                   | Quán quân   |
| 2016 | Street Dance Kemp Europe 2016 tại Cộng hòa Séc                                                 | Á quân      |
| 2016 | The Queen Of Disco vol.4 tại Trung Quốc                                                        | Quán quân   |
| 2016 | Vòng loại Juste Debout Japan 2016                                                              | Á quân      |
| 2016 | Cuộc thi nhảy Live Chubu                                                                       | Quán quân   |
| 2016 | Cuộc thi nhảy Live Tohoku                                                                      | Quán quân   |
| 2016 | Rock It                                                                                        | Quán quân   |
| 2017 | Hip Opsession tại Pháp                                                                         | Á quân      |
| 2017 | Chung kết Japan dance Delight vol.4                                                            | Giải ba     |
| 2017 | Big Bang tại Tokyo                                                                             | Quán quân   |
| 2017 | Cuộc thi nhảy Piece 2017 tại Tokyo                                                             | Quán quân   |
| 2017 | Summer Dance Forever tại Amsterdam                                                             | Top 6       |
| 2018 | World Of Dance Trạm Nhật Bản                                                                   | Quán quân   |
| 2021 | Sáng tạo doanh - Chuang 2021                                                                   | Hạng 2      |
| 2021 | Mặt nạ Vũ Vương                                                                                | Battle King |

### Các chương trình đã tham gia
| Năm  | Tên chương trình                                                                                         | Vai trò                              |
| ---- | --- | ------------------------------------ |
| 2013 | Chương trình đào tạo vũ công nhí của kên Chukyo TV Okunsan                                               | Giáo viên hướng dẫn                  |
| 2014 | Chung kết cuộc thi nhảy Live Season 9 Japan Final 2014 House Side (Ryougoky Kokugisan)                   | Khách mời                            |
| 2014 | Energy Drink Brun Visual Dance                                                                           | Khách mời                            |
| 2014 | Chung kết Dance Delight 2014                                                                             | Khách mời                            |
| 2014 | Pop Lock Box đại diện Chubu: House Side                                                                  | Khách mời                            |
| 2015 | Chung kết cuộc thi nhảy Live Season 10 Japan Final 2015 House Side tại Sân vận động Ryugoku Kokusaigikan | Khách mời                            |
| 2015 | Show Dance tại Trung Quốc                                                                                | Khách mời giao hữu                   |
| 2015 | Workshop tại Trung Quốc                                                                                  | Khách mời giao hữu                   |
| 2016 | Tham gia diễn xuất trong Toyota Crown CM                                                                 | Khách mời                            |
| 2016 | Cuộc thi Street Dance Kemp tại Công hòa Séc                                                              | Huấn luyện viên khách mời            |
| 2016 | Tham gia diễn xuất Ikedan Hunt trên kênh Nagoya TV                                                       | Khách mời diễn xuất                  |
| 2016 | Chung kết Japan Dance Delight 2016                                                                       | Khách mời                            |
| 2016 | Chung kết trực tiếp Live Final                                                                           | Khách mời biểu diễn                  |
| 2016 | Hội thảo HongKong Tour                                                                                   | Huấn luyên viên/Giảng viên khách mời |
| 2017 | Dance Republic kỷ niệm tròn 25 năm sân khấu TRF                                                          | Khách mời biểu diễn                  |
| 2017 | Biểu diễn Nano - Unierse CM                                                                              | Biên đạo                             |
| 2017 | Chung kết cuộc thi nhảy Live Japan Final 2017 House Side tại Ryogoku Kokugikan                           | Khách mời biểu diễn                  |
| 2017 | Summer Dance Forever tại Hà Lan                                                                          | Khách mời giao hữu                   |
| 2017 | Soul Session tại Hong Kong                                                                               | Giám khảo                            |
| 2017 | Workshow Hong Kong Tour                                                                                  | Giảng viên khách mời                 |
| 2017 | Workshow China Tour                                                                                      | Giảng viên khách mời                 |
| 2017 | Stage Reporter của Công ty Cổ phần Kadokawa                                                              | Khách mời biểu diễn                  |
| 2018 | NHK Kohaku Uta Gassen                                                                                    | Khách mời biểu diễn mở màn           |
| 2021 | Sáng tạo doanh 2021                                                                                      | Thí sinh                             |
| 2021 | Mặt nạ Vũ Vương                                                                                          | Thí sinh                             |
| 2022 | Great Dance Crew ss1                                                                                     | Manager                              |
| 2023 | Great Dance Crew ss2                                                                                     | Đội trưởng                           |

## Hợp tác với nhãn hàng
| Năm        | Thương hiệu   | Vai trò                                                                                           | Tham khảo |
| ---------- | ------------- | ------------------------------------------------------------------------------------------------- | --------- |
| 13/05/2021 | Saint Laurent | Khách mời tham dự sự kiện khai trương cửa hàng SLP Ngày lễ Tình nhân 520                          |           |
| 06/2021    | DUO           | Đại sứ mở rộng toàn dòng sản phẩm Sáp tẩy trang khu vực Châu Á - Thái Bình Dương                  |           |
| 16/06/2021 | Tomford       | Hợp tác nhãn hàng livestream dòng Son kem Lip Lacquer Luxe Matte và Phấn mắt 4 màu Eye Color Quad |           |
| 08/08/2021 | Tomford       | Đối tác quảng bá toàn bộ dòng nước hoa                                                            |           |
| 08/2021    | Attenir       | Đại sứ khu vực châu Á - Thái Bình Dương dòng Serum dưỡng da mắt                                   |           |